# Moorauge

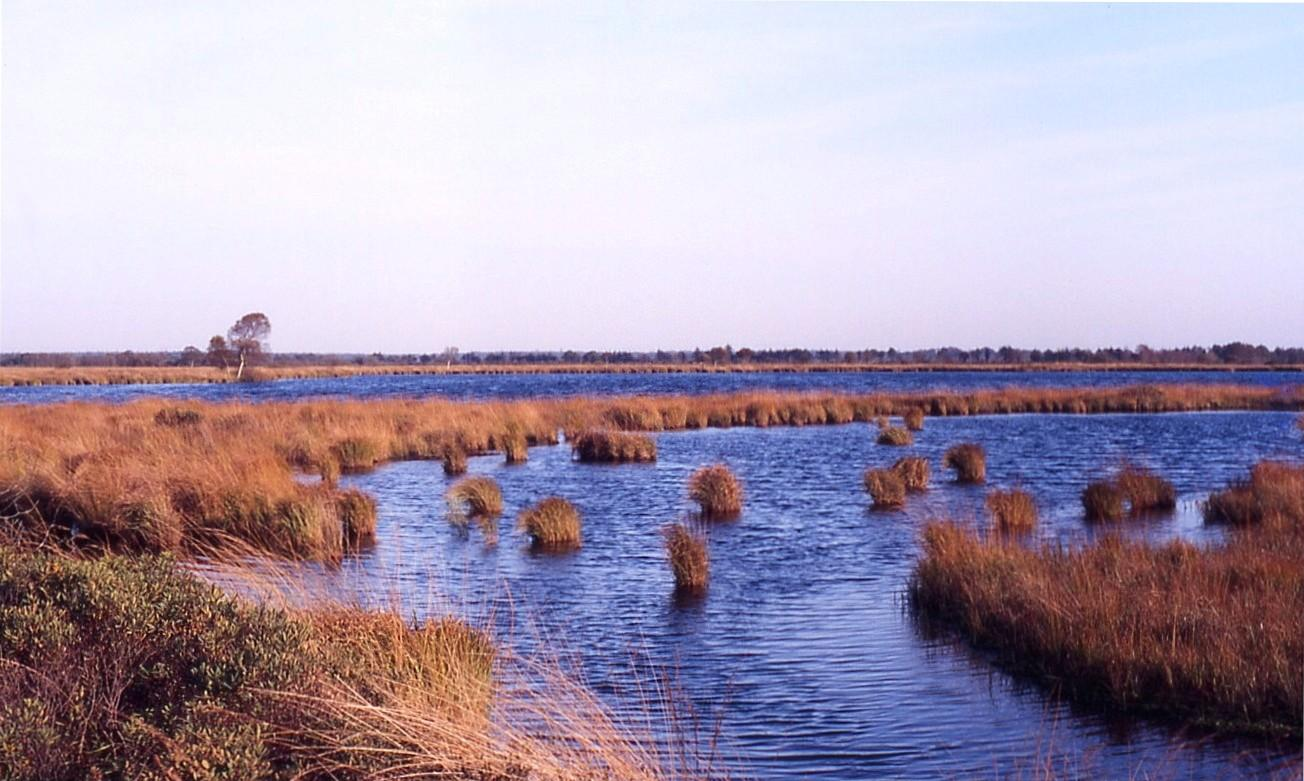
Die Dobbe, ein Moorkolk im NSG Ewiges Meer

Ein Moorauge (englisch bog pond) ist eine im Zentrum von Regen- oder Kesselmooren, früher auch in wüchsigen Durchströmungsmooren liegende Wasseransammlung, die auch als Hochmoorkolk, Moorkolk oder einfach nur Kolk bezeichnet wird. Sie verdanken ihre Existenz dem Wachstum des Moorkörpers und sind somit biogenen Ursprungs. Die braunen Mooraugen sind allseits von Moor bzw. Torf umschlossen und erhalten ihr Wasser ausschließlich von den Niederschlägen bzw. vom großen Regenspeicher Hochmoor. Derartige Kolke stellen generell den nicht verdunstenden Feuchtigkeitsüberschuss eines Moores dar. Die zentralen Gewässer der Moore zeigen kaum Verlandungsvorgänge. 
Bei Nährstoffanreicherung kann es zu Schwingrasenbildung kommen. Sie unterscheiden sich durch ihre Vegetation von anderen Strukturen des jeweiligen Moores. Meist sind die Kolkränder durch Wellen und Windeinwirkung und damit stärkere Mineralisationsvorgänge etwas nährstoffreicher. Hier können sich Gehölze wie Moorbirke (Betula pubescens) und andere Pflanzenarten wie z. B. das Pfeifengras (Molinia caerulea) ansiedeln, die ansonsten auf den zentralen Flächen intakter Moore fehlen. Das Moorwasser ist braun, nährstoffarm, huminsäurereich und kalkfrei (dystroph).